# Локалитет Биклав
Локалитет Биклав је локалитет у режиму заштите I степена, површине 11,09ha, у северозападном делу НП Фрушка гора, на потесу Мачковац изнад Свилоша.
Налази се падини благо нагнутој ка северу, на 380—400 м.н.в., у ГЈ 3809 Биклав, одељење 2 („а” и „ц”). Карактеристичан је по очуваним стогодишњим шумама букве (Fagus moesiaca) и китњака (Quercus petraea), семеног порекла. Присутне су и шуме букве и липе (Tilia argentea, Tilia cordata, Tilia platyphyllos) са цером (Qurcus cerris). Заклоњен положај обезбеђује влажну микроклиму која више погодује букви и појави медвеђег лука (Allium ursinum). Наводи се као западна граница распрострањења букових шума на Фрушкој гори.